# Batracologia

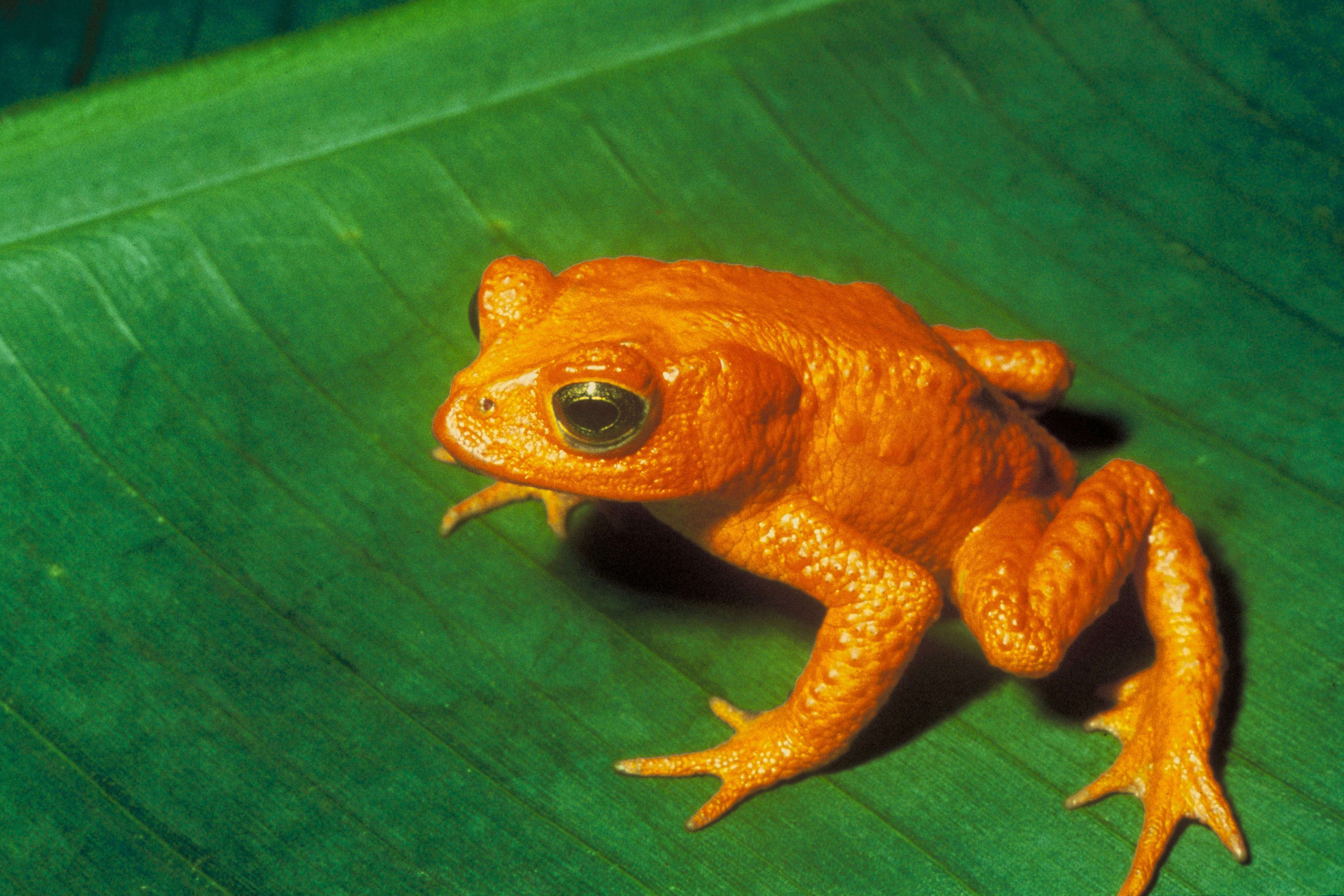
Esemplare di rospo dorato, oggi estinto

La batracologia (dal greco βάτραχος bàtrachos, "rana" e -λογία -logía, "discorso", "studio") è una branca della zoologia che si occupa di studiare la classe degli anfibi (Amphibia).
Gli anfibi sono vertebrati a sangue freddo ampiamente diffusi in ambienti umidi; tuttavia alcuni di essi hanno sviluppato particolari adattamenti che gli permettono di vivere anche nei deserti, sugli alberi, sottoterra e in regioni con notevoli cambiamenti stagionali di temperatura. Esistono più di 7250 specie di anfibi.